# Herzog von Aveiro
Herzog von Aveiro war – bezogen auf die Stadt Aveiro – ein portugiesischer Adelstitel zu einem königlichen Herzogtum, der im 15. Jahrhundert von König Johann I. für seinen jüngsten Sohn Johann geschaffen wurde.
Eine zweite Verleihung erfolgt im 16. Jahrhundert für João de Lencastre (1501–1571), einen Sohn von Jorge de Lencastre, Herzog von Coimbra, der wiederum ein unehelicher Sohn von König Johann II. war. Der Name der herzoglichen Familie, Lencastre oder Lancastre, wurde von der Ehefrau Johanns I., Philippa von Lancaster, einer Tochter Johns of Gaunt, des Gründers des Hauses Lancaster, entlehnt.

## Herzöge von Aveiro
1. João de Lencastre (1501–1571), Sohn von Jorge de Lencastre, Herzog von Coimbra, und Beatriz de Vilhena; ⚭ Juliana de Lara
2. Jorge de Lencastre (1548–1578), Herzog von Coimbra; ⚭ Maddalena Tellez-Giron
3. Álvaro de Lencastre (1540–1626), dessen Vetter; ⚭ Juliana de Lencastre, 1560–1636, Tochter von Jorge de Lencastre
4. Jorge de Lencastre (1594–1632), Duque de Torres Novas; ⚭ Ana Maria de Cárdenas y Manrique de Lara
5. Raimundo de Lencastre (1620–1666); ⚭ Luísa Clara, Princess de Ligne
6. Pedro de Lencastre (1608–1673), Sohn Álvaros
7. Maria de Guadalupe de Lancastre y Cardenas Manrique (1630–1715), Schwester Raimundos; ⚭ Manuel Ponce de León, Herzog von Arcos
8. Gabriel Ponce de León de Lencastre (1667–1745), keine Nachkommen
9. José de Mascarenhas da Silva e Lencastre (1708–1759), Nachkomme von Álvaro de Lencastre and Juliana de Lencastre über dessen Tochter Maria de Lancastre

Nachdem José de Mascarenhas in die Távora-Verschwörung zum Sturz Josephs I. verwickelt war, ließ Sebastião José de Carvalho e Melo, der ab 1769 unter seinem Adelstitel „Marquês de Pombal“ bekannt wurde, ihn im Auftrag des Königs hinrichten; der Besitz des Hauses Aveiro wurde konfisziert.